# Cloca

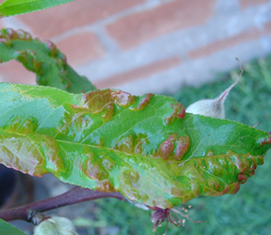
Hoja afectada por la cloca

La cloca, abolladura o lepra es una enfermedad de ciertos árboles (como el melocotonero) causada por el hongo Taphrina deformans. Esta enfermedad se caracteriza por deformar y colorear las hojas, dañándolas gravemente. Las hojas afectadas se vuelven inoperantes en sus procesos de fotosíntesis y traspaso de asimilados a los frutos y ramas del árbol, afectando a la calidad de la fruta y al vigor general de la planta.

## Infección
El hongo penetra por las yemas apenas éstas comienzan a separar sus escamas protectoras, se desarrolla en el brote que está emergiendo, aún dentro de la yema y, una vez en el interior del tejido foliar ya no tiene control químico.

## Síntomas
Los primeros síntomas de esta enfermedad se presentan al inicio de la brotación, donde las hojas se observan con malformaciones onduladas dorsalmente de coloración rojiza y la hoja adopta un color verde pálido o amarillo, la denominada clorosis. Se produce también un engrosamiento de partes del foliolo o de la hoja completa debido al desarrollo de ascos y ascosporas del hongo. 
La enfermedad puede avanzar si las condiciones son favorecedoras para su desarrollo, afectando así al brote que se deforma y se vuelve de un color verde pálido amarillento, y comprometiendo la producción de la siguiente temporada.
Este hongo también puede afectar al fruto en casos muy severos donde se puede producir hiperplasia e hipertrofia en las partes superficiales.

## Tratamiento
Si se observan los síntomas, resulta imposible revertir la enfermedad, resultando inefectivas las medidas curativas. La aplicación masiva de diferentes fungicidas no muestran un efecto claro, por lo que se debe recurrir a métodos preventivos.
El control preventivo de la enfermedad es muy efectivo si es realizado en forma oportuna y con un buen mojamiento de los árboles. Se deben realizar aplicaciones de agroquímicos con productos basados en sales de cobre, especialmente aquellos que presentan una mayor persistencia y adherencia sobre los tejidos de la planta. Estos se deben aplicar todos los años, en las zonas de incidencia de la enfermedad, durante el período de caída de hojas. Si hay condiciones de lluvia o alta humedad relativa, con 20, 50 y 80% de caída de hojas. En condiciones de falta de lluvia, se recomienda dos aplicaciones con 20 y 80% de caída de hojas. Es importante señalar que las aplicaciones de cobre en otoño también controlan otras enfermedades importantes de los carozos como son cáncer bacterial y corineo.
En el período de yema hinchada, previo a la primera manifestación de brotación, se debe repetir el tratamiento basado en sales de cobre o, se puede aplicar un Dithiocarbamato como Ferbam, Dodine u otro producto recomendado previa evaluación, ya que los productos basados en Zinc pueden resultar fitotóxicos para algunas variedades.
A veces, se observa ataque en las partes altas de los árboles, a pesar de la aplicación íntegra del programa sanitario. Esto puede deberse a un inadecuado cubrimiento de la planta, producto de una mala regulación de los equipos aplicadores, incorrecta formulación del fungicida o desprolija aplicación por accidentes del terreno. Es necesario, en consecuencia, regular perfectamente los equipos y corregir los eventuales errores de aplicación.

## Cultivos en los que se presenta
El hongo Taphrina deformans (Berk.) suele afectar notablemente a los durazneros, a los paraguayos y a los nectarinos, con menor severidad a los almendros, y rara vez a los albaricoqueros.
Algunos hongos de la misma familia causan enfermedades similares. Por ejemplo, la Lepra del ciruelo es causada por el hongo Taphrina pruni y afecta a los ciruelos, y el hongo Taphrina cerasi afecta a los cerezos causándoles escoba de bruja.

## Etimología
La palabra cloca puede derivar del latín medieval clocca ("campana"), igual que sucede con la palabra que designa esta enfermedad en francés (cloque). Por otra parte, en Canarias la palabra cloca significa "doblez", pudiendo hacer referencia al aspecto de la hoja cuando sufre esta enfermedad.
El nombre científico del hongo que lo causa, Taphrina deformans, está formado por el conjunto de dos palabras: Taphrina, proveniente del género de hongos Ascomicetes de la familia Tafrinaceae y deformans significando "deformación".